# Pohlia chilensis
Pohlia chilensis là một loài Rêu trong họ Bryaceae. Loài này được (Mont.) A.J. Shaw miêu tả khoa học đầu tiên năm 1987.